# Swissair-Flug 316
Der Swissair-Flug 316 (Flugnummer: SR316) war ein Linienflug der Swissair von Genf nach Peking mit Zwischenstopps in Athen und Bombay. Am 7. Oktober 1979 wurde der Flug mit einer Douglas DC-8-62 durchgeführt. Im Landeanflug auf den Flughafen Athen-Ellinikon überrollte dabei die Maschine wegen rutschiger Bahnoberfläche und mehrerer Pilotenfehler das Landebahnende und geriet in Brand, wobei 14 der 154 Insassen starben. Besonderes Aufsehen erregte der Unfall, weil die verantwortlichen Piloten später wegen ihres fahrlässigen Handelns zu Gefängnisstrafen verurteilt wurden, aber auch, weil sich in der brennenden Maschine radioaktives Material befand.

## Flugzeug
Die Maschine war eine Douglas DC-8-62 mit der Werksnummer 45919. Es handelte sich um die 312. Douglas DC-8 aus laufender Produktion, die Maschine wurde im Jahr 1967 im Werk von McDonnell Douglas in Long Beach, Kalifornien montiert. Die Maschine war mit vier Triebwerken vom Typ Pratt & Whitney JT3D ausgestattet. Seit ihrer Auslieferung im November 1967 war die Swissair der einzige Betreiber der Maschine. Die DC-8 erhielt nach ihrer Auslieferung den Taufnamen Genève, im Januar 1971 wurde sie in Uri umgetauft.

## Besatzung
Im Cockpit befand sich eine dreiköpfige Besatzung, bestehend aus Kapitän, Erstem Offizier und Flugingenieur. Kapitän der Maschine war Fritz Schmutz, Erster Offizier war Martin Deuringer.

## Flugroute und Passagiere
Die Maschine war vom Flughafen Genf gestartet; mit ihr sollte ein Flug nach Peking über Athen und Bombay durchgeführt werden. Unter den Passagieren waren etwa hundert Ärzte, die einen Kongress in Peking besuchen wollten.
Ein prominenter Passagier der Maschine, der den späteren Unfall überlebte, war der emeritierte Politikwissenschaftler Hans Morgenthau, der an der University of Chicago einen Lehrstuhl für Internationale Beziehungen innehatte.

## Unfallhergang

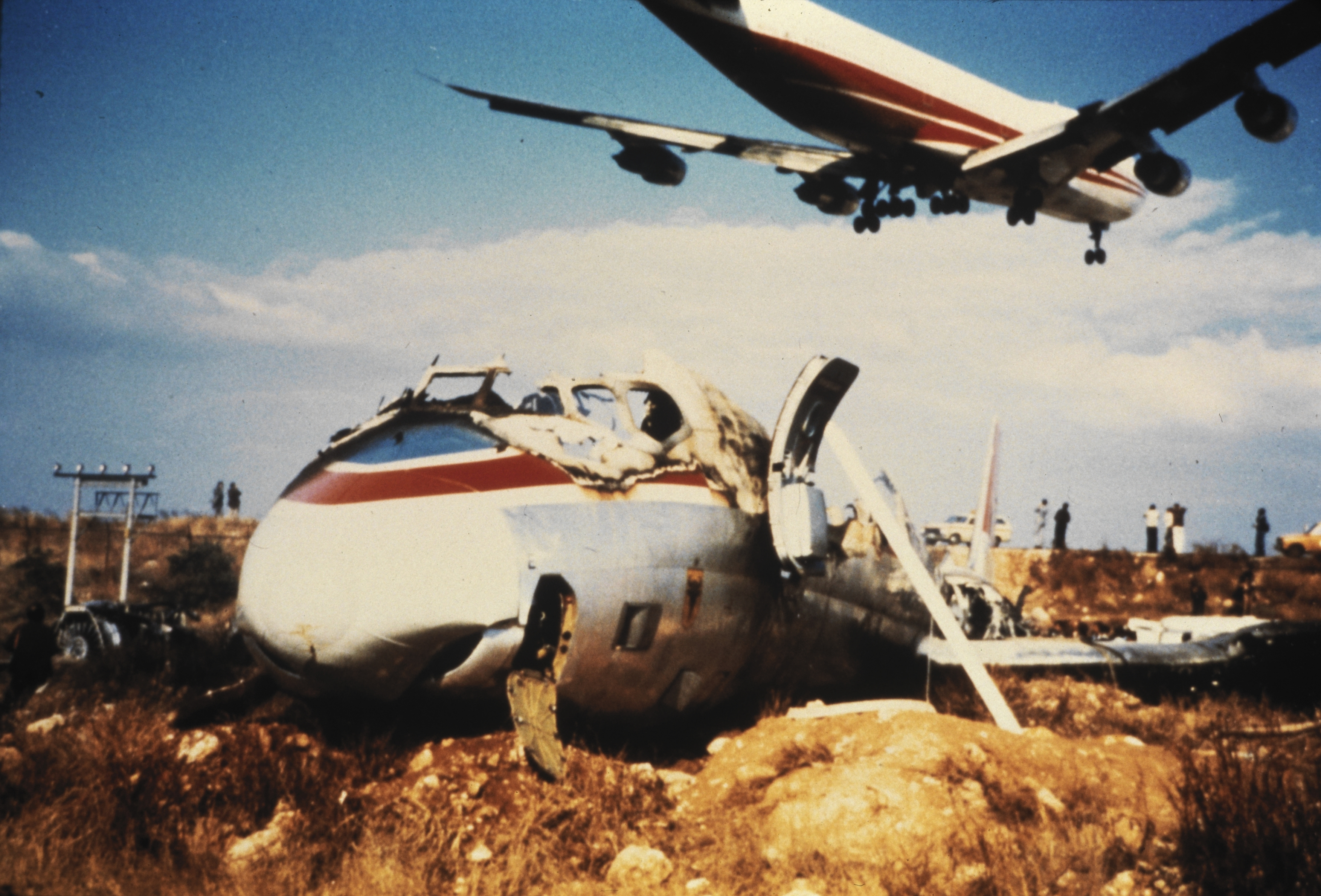
Das Wrack der Maschine nach dem Unfall

Bis zum Anflug auf den Flughafen Athen-Ellinikon verlief der Flug ohne besondere Vorkommnisse. Die Maschine setzte mit einer recht hohen Geschwindigkeit von 146 Knoten (ca. 270 km/h) auf der Landebahn 15L auf. Während die Maschine über die Landebahn rollte, verringerte sich zwar ihre Geschwindigkeit, aber sie überrollte das Landebahnende, durchbrach die Flughafenumzäunung und stürzte auf eine vier Meter tiefer liegende Strasse. Die linke Tragfläche und das Heck wurden abgerissen, ein Brand brach aus.
Die meisten Insassen konnten sich aus der brennenden Maschine retten, 14 Passagiere starben. Unter den Toten waren britische, französische und deutsche Staatsbürger.

## Fracht
Nach dem Unfall wurde bekannt, dass radioaktives Material an Bord gewesen war, darunter 450 Kilogramm radioaktive Isotope und eine kleine Menge an Plutonium, das nach dem Unfall zunächst als verschwunden galt, aber bald wieder aufgefunden wurde. Aufgrund dieser Informationen wurden die bei dem Rettungseinsatz beteiligten Feuerwehrleute und Rettungsmannschaften auf behördliche Anweisung auf Strahlenbelastung untersucht.
An Bord der Maschine war zudem eine Ladung von Industriediamanten im Wert von 2 Millionen US-Dollar, die nach Bombay geflogen werden sollten. Ein Grossteil der ungeschliffenen Diamanten wurde durch die Polizei geborgen, sie waren jedoch durch die extreme Hitzeeinwirkung des Brandes zerstört worden.

## Unfallursache
Die Flugunfallermittler kamen zum Schluss, dass das Überschiessen der Landebahn auf mehrere Pilotenfehler zurückzuführen war. So hatte Kapitän Fritz Schmutz die Maschine zu spät auf der Landebahn aufgesetzt. Die Bremswirkung war durch Aquaplaning reduziert, zudem hätten die Piloten die Maschine unzureichend gebremst und keinen Gebrauch von der Schubumkehr gemacht, die die Maschine hätte rechtzeitig zum Stehen bringen können.

## Juristische Aufarbeitung
Zwei Tage nach dem Unfall erhoben griechische Behörden Anklage gegen Kapitän Fritz Schmutz und legten ihm fahrlässige Tötung zur Last. Im Rahmen eines Gerichtsverfahrens im Jahr 1983 wurden Kapitän Schmutz und der Erste Offizier Martin Deuringer wegen mehrfacher fahrlässiger Tötung, mehrfacher fahrlässiger Körperverletzung und Gefährdung des Luftverkehrs zu Haftstrafen von fünf Jahren und zwei Monaten beziehungsweise zwei Jahren und sechs Monaten verurteilt. Die Verurteilten wurden gegen Kaution auf freien Fuss gesetzt, während sie in Revision gingen. Ein Jahr nach dem Urteil entschied ein Gericht, dass Schmutz und Deuringer eine Inhaftierung durch die Zahlung von Geldbussen abwenden können. Obwohl die beiden Piloten bei der Swissair angestellt blieben, wurden sie  nicht mehr auf Flügen eingesetzt.